# Surat
Surat este un oraș în India.

## Personalități născute aici
- Ahmed Deedat (1918 - 2005), misionar musulman în Africa de Sud.